# Docodesmiella spathulata
Docodesmiella spathulata är en mångfotingart som beskrevs av Loomis 1964. Docodesmiella spathulata ingår i släktet Docodesmiella och familjen Chytodesmidae. Inga underarter finns listade i Catalogue of Life.